# Slávek (hroch)
Slávek (30. října 1984 Praha – 6. října 2018 Praha) byl samec hrocha obojživelného, který se narodil v Zoo Praha (devátý narozený a pátý odchovaný hroch v historii Zoo Praha). Jeho rodiči byli Zaira a Zulu, kteří do Prahy přicestovali ze Zoo Budapešť v roce 1971 prostřednictvím firmy van der Brink. Na rozdíl od jejich předchozích mláďat zůstal v Praze a po smrti otce Zulua převzal roli samce. S partnerkou Lentilkou zplodil samičku Barborku.
Na rozdíl od Lentilky a Barborky přežil povodeň v roce 2002. Celé dva dny zůstal v tehdejším pavilonu velkých savců, který byl zatopen až 1,5 m pod střechu. 24 hodin o něm neměli chovatelé žádnou zprávu. Teprve 14. srpna se dobrovolní záchranáři dostali do pavilonu přes střechu a zjistili, že Slávek žije. Našli ho na ochozu pro personál nad stáním slonů. Následující den se přesunul nad stání nosorožců, kde prorazil hlavou okno a sledoval okolní dění. Dolů pomohla Slávka dostat firma Skanska pomocí šikmé rampy.
Po povodních mu Zoo Praha už v listopadu 2002 zajistila novou partnerku Marušku ze Zoo Ostrava, se kterou se poprvé setkal 13. ledna 2003. Během následujících let spolu zplodili tři potomky: Tomíka (* 2006), Válečka (* 2011) a Fandu (* 2016). 18. září 2012 se spolu s Maruškou a Válečkem přestěhoval do nového Pavilonu hrochů v horní nezáplavové části zoo. Pavilon byl pro veřejnost otevřen v roce 2013.
Uhynul 6. října 2018 na těžký zánět žaludku a střev.

## Rodina
Jeho otec by samec Zulu, který přicestoval do Zoo v roce 1971 ze Zoo Budapešť prostřednictvím firmy van der Brink a v Pražské Zoo uhynul datumu 23.6.1985 na (taky jako jeho syn o několik let později) akutní gastroenteritidu, a Jeho matka byla samice Zaira která taky přišla jako jeho společník Zulu do Prahy a uhynula v Zoo Praha datumu 12.8.1991.
Měl mláďata se samicemi (matkou) Zairou, Elizabeth, Lentilkou a jeho skoro celoživotní Maruškou. Jeho mláďata byla samice Lentilka r.1988 (matka Zaira), samice Bohunka r.1993 (matka Elizabeth), samec Onyx(Ede) r.1995 (matka Elizabeth), samice Barborka r.1999 (matka Lentilka), samec Cyril(Tomík) r.2006 (matka Maruška), samec Váleček r.2011 (matka Maruška), samec Fanda r.2016 (matka Maruška).

## Povaha
Slávek vážil 3,5 tuny, což je hodně i na hrocha, ale svou sílu nijak nezneužíval. Byl klidný a mírumilovný. Na hrocha se choval neobvykle shovívavě k samicím i k mláďatům. Během odchovů mláďat jej nebylo nutné oddělovat, což je mezi hrochy v zoologických zahradách zcela unikátní záležitost.